# Ducados (cigarrillos)
Ducados es una marca de cigarrillos muy popular en España. Es manufacturada por Altadis, una división de Imperial Tobacco.El nombre Ducados proviene de la moneda de oro histórica, que se incorporó al diseño del empaque inicial. 

## Historia
La marca fue introducida por Tabacalera en 1963 en su variedad de Ducados Negro, que se caracterizaba por su sabor fuerte e intenso y porque sus consumidores eran en su mayoría hombres. Con el mercado de entonces dominado por Jean, Tabacalera aprovechó su influencia como importador de tabaco a la península para retener dicho tabaco en aduanas y facilitar la penetración de mercado de su propia marca, Ducados, con gran éxito, logrando desbancar al gigante de la época. Con el aumento de mujeres en el mercado laboral en la década de 1960 y posterior, los cigarrillos negros perdieron popularidad debido a que muchas mujeres detestaban el mal olor que éstos dejaban en sus bocas. Por ello, Altadis sacó al mercado Ducados Rubio, una variedad con un sabor mucho más suave y que adquirió mayor popularidad que su homónimo negro. Ducados es, probablemente, la marca de cigarrillos española más representativa por su intenso sabor. 

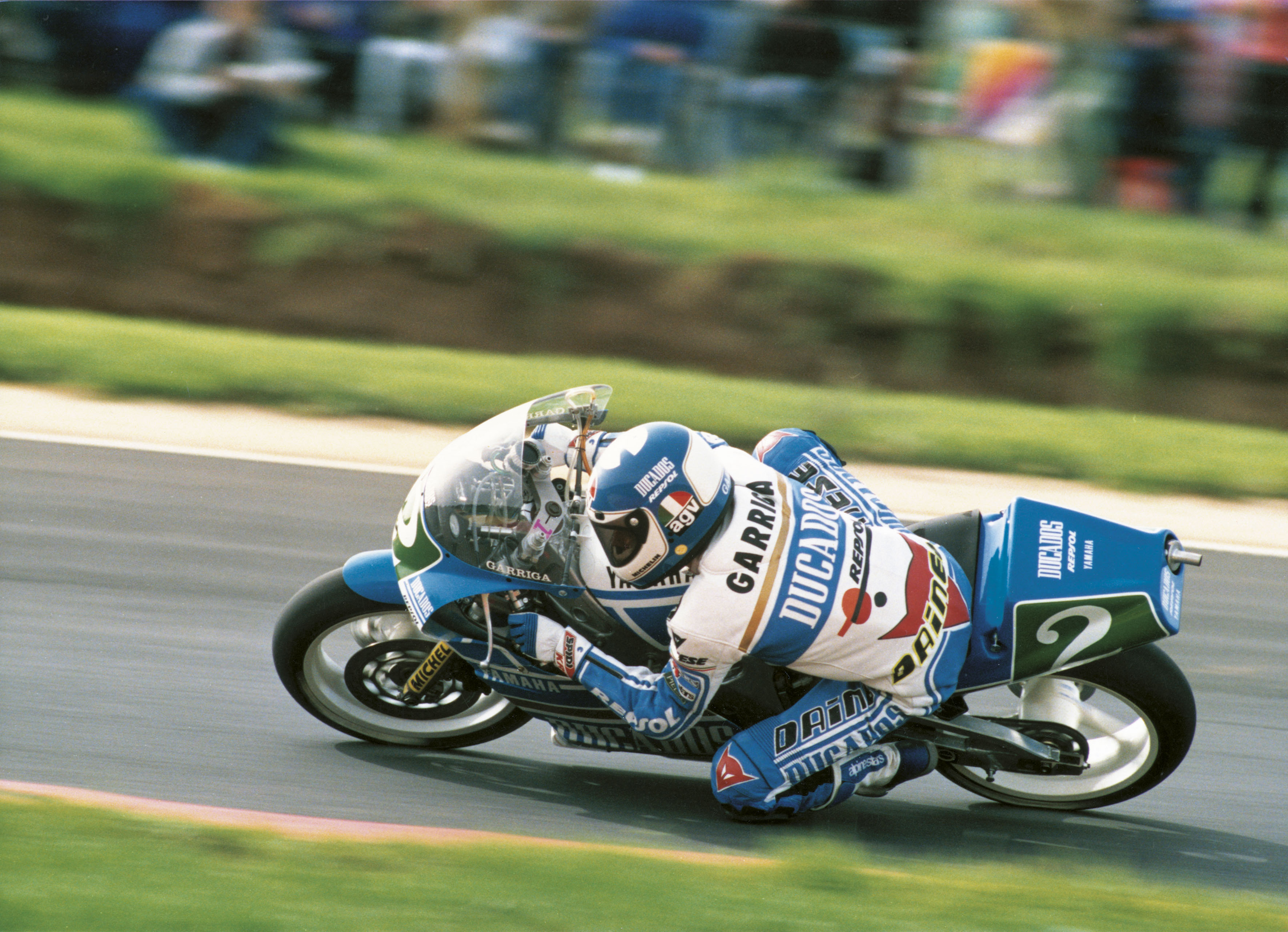
Joan Garriga con su Ducados-Yamaha de 250cc en el Gran Premio de Australia de 1989.

En España, la marca es considerada como "Tabaco Negro" por su supuesta pureza y bajo uso de aditivos químicos, lo cual le otorga un color más oscuro que el resto de marcas. Se elabora con tabaco 100% procedente de Canarias y probablemente sea la única marca de cigarrillos industriales en España cuyos filtros son de color blanco, por lo que es fácilmente distinguible del resto de marcas. Debido a su popularidad, algunos turistas (generalmente procedentes de Reino Unido y Francia) suelen llevarse algunas cajetillas como recuerdo de su visita al país. Es también conocido popularmente como "trujas".

## Mercado
Ducados se vende principalmente en España, pero también se vende en algunos comercios de Portugal, Francia, Alemania y Austria.

## Productos
- Ducados Negro. (Variedades Azul y Blanco)
- Ducados Rubio.
- Ducados Rolling (de liar).